# Țânțăreni
Țânțăreni is een Roemeense gemeente in het district Gorj.
Țânțăreni telt 5866 inwoners.